# Болезнь Менкеса
Болезнь Менкеса (синонимы: болезнь стальных волос, болезнь курчавых волос, синдром затылочных рогов) — нарушение клеточного транспорта меди, при котором наблюдается замедление роста, патологии нервной системы, а также характерное закручивание волос[каких?], за что это состояние также называют «болезнью курчавых волос». Комплекс симптомов вызывается мутациями в гене, кодирующем АТФ-азу АТФ-7α, участвующую в поглощении меди из пищи и передаче ионов этого металла в другие клетки в трансмембранном переносе ионов меди.
Длительность жизни детей с болезнью Менкеса невелика, обычно они погибают, не достигая 3-летнего возраста. Частая причина смерти — пневмония. Некоторые дети умирают внезапно в отсутствие выраженной острой патологии.
Наследуется рецессивно, сцеплено с X-хромосомой, соответственно фенотипический проявляется только у мальчиков. Название по автору впервые описавшем заболевание, Джона Ханса Менкеса.